# Hwagwan
Hwagwan é um tipo de coroa coreana usada por mulheres, tradicionalmente em ocasiões cerimoniais como casamentos. É semelhante ao jokduri em forma e função, mas o hwagwan é mais elaborado.
O hwagwan é um pouco maior que o 'jokduri' e servia para enfatizar a beleza ao decorar tecidos com ouro, bichui e pérolas. 